# Charles Vernon Boys
Charles Vernon Boys (Wing, 15 de marzo de 1855 - St Mary Bourne, 30 de marzo de 1944) fue un físico inglés, conocido por determinar la constante de gravitación universal en 1897.
Hijo de un clérigo inglés, Boys nació en Wing, en el condado de Rutland, al este de Inglaterra. Fue educado en la Royal School of Mines de Londres. Más tarde fue profesor en el Royal College of Science, en el distrito londinense de South Kensington, dejándolo en 1897 para ejercer de ponente de Metropolitan Gas, puesto que mantuvo hasta que el trabajo fue abolido, en 1939. En dicho trabajo, Boys se encargaba de poco más que supervisar las tareas de los asistentes y los métodos para asegurar la calidad del gas que llegaba hasta los clientes.
En 1897 determinó la constante de gravitación, que ya había sido expresada en términos de densidad terrestre en 1797 por Henry Cavendish. En 1687, Newton propuso una densidad entre cinco y seis, mientras que Cavendish encontró experimentalmente un valor de 5.448.
Cavendish utilizó una balanza de torsión con una vara horizontal de seis pies, mientras que Boys, gracias a la utilización de fibras de cuarzo muy finas, pudo fabricar una balanza de solamente nueve pulgadas. Boys calculó con esta balanza un valor de 5,527 g/cm³ para la densidad terrestre, siendo 5,515 g/cm³ el valor actual.
Boys inventó otros muchos instrumentos, como el radiomicrómetro en 1890 para medir la radiación de las estrellas, la cámara con lente rotante en 1900 que permite fotografiar el vuelo de una bala, o un calorímetro mejorado para medir el valor calorífico en 1905.